# Ploštine
Ploštine  è un villaggio della città Pakrac nella Croazia nella regione di Požega e della Slavonia.
A Ploštine come a Kapetanovo Polje,  esiste una piccola comunità italiana (trentino-bellunese) risalente alla metà dell'Ottocento, al tempo formata per lo più da muratori e mattonai .
Dal 1890 al 1910 k. villaggio di Ploštine è chiamato con il nome Khuenovo Selo
Sul territorio è attiva l'associazione della comunità italiana "Liberta" Ploštine che unisce la minoranza italiana della zona. Lo scopo del sodalizio è  mantenere vivo il ricordo dell emigrazione, i valori tradizionali, la cultura e i costumi.

## Popolazione
Nel censimento del 2011 . anno, Ploštine aveva 108 abitanti.
| Popolazione per censimento | Popolazione per censimento | Popolazione per censimento | Popolazione per censimento | Popolazione per censimento | Popolazione per censimento | Popolazione per censimento | Popolazione per censimento | Popolazione per censimento | Popolazione per censimento | Popolazione per censimento | Popolazione per censimento | Popolazione per censimento | Popolazione per censimento | Popolazione per censimento | Popolazione per censimento |
| -------------------------- | -------------------------- | -------------------------- | -------------------------- | -------------------------- | -------------------------- | -------------------------- | -------------------------- | -------------------------- | -------------------------- | -------------------------- | -------------------------- | -------------------------- | -------------------------- | -------------------------- | -------------------------- |
| 1857                       | 1869                       | 1880                       | 1890                       | 1900                       | 1910                       | 1921                       | 1931                       | 1948                       | 1953                       | 1961                       | 1971                       | 1981                       | 1991                       | 2001                       | 2011                       |
| 0                          | 0                          | 0                          | 352                        | 431                        | 424                        | 463                        | 497                        | 568                        | 536                        | 425                        | 369                        | 288                        | 224                        | 198                        | 108                        |

### Censimento 1991
Nel censimento del 1991. l'insediamento di Ploštine aveva 224 abitanti, della seguente composizione etnica:
|             |             |  |       |       |
| ----------- | ----------- |  | ----- | ----- |
| Italiani    | Italiani    |  | 83.92 | 83.92 |
| Croati      | Croati      |  | 12.05 | 12.05 |
| Tedeschi    | Tedeschi    |  | 1.33  | 1.33  |
| Cechi       | Cechi       |  | 0.44  | 0.44  |
| Ungheresi   | Ungheresi   |  | 0.44  | 0.44  |
| Serbi       | Serbi       |  | 0.44  | 0.44  |
| sconosciuti | sconosciuti |  | 1.33  | 1.33  |
| totali: 224 |             |  |       |       |